# Station Kwadendamme
Station Kwadendamme is een station in het gehucht Langeweegje, ten noordoosten van het dorp Kwadendamme, aan de tramlijn Goes - Hoedekenskerke - Goes van de voormalige Spoorweg-Maatschappij Zuid-Beveland in de provincie Zeeland.
Tegenwoordig wordt het station Kwadendamme gebruikt voor de Stoomtrein Goes - Borsele (SGB) die van Goes naar Baarland rijdt.
Vanaf de opening in 1927 tot en met het jaar 1971 vond er op station Kwadendamme ook regelmatig vervoer van goederen plaats, met name landbouwproducten. Een bijzonderheid is dat het goederenstation in 1973 nog voor een korte periode is heropend door NS voor het vervoer van een spotpartij van 7.000 ton uien.

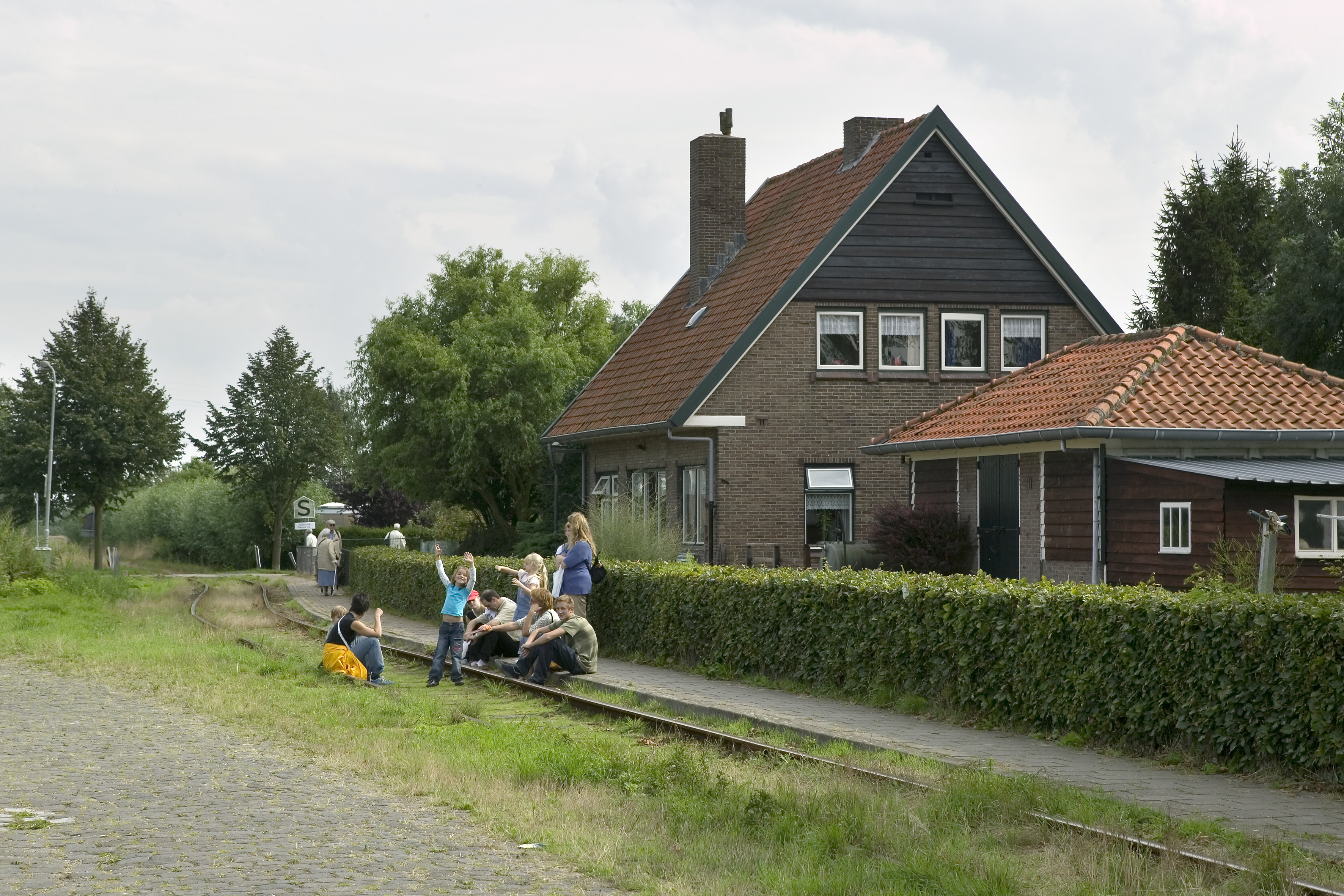